# The Princess and the Plumber
The Princess and the Plumber is een Amerikaanse filmkomedie uit 1930 onder regie van Alexander Korda. Destijds werd de film uitgebracht onder de titel De prinses en de loodgieter.

## Verhaal
Een onbeduidende prins wil zijn geslacht weer in ere herstellen door zijn dochter uit te huwelijken aan een lid van het koningshuis. Zijn dochter wordt echter verliefd op een loodgieter, die de leidingen van het vervallen kasteel moet repareren.

## Rolverdeling
| Acteur              | Personage                      |
| ------------------- | ------------------------------ |
| Charles Farrell     | Charlie Peters / Albert Bowers |
| Maureen O'Sullivan  | Prinses Louise                 |
| H.B. Warner         | Prins Conrad van Daritzia      |
| Joseph Cawthorn     | Merkl                          |
| Bert Roach          | Albert Bowers                  |
| Lucien Prival       | Baron von Kemper               |
| Murray Kinnell      | Worthing                       |
| Louise Closser Hale | Juffrouw Eden                  |